# Pinstriping

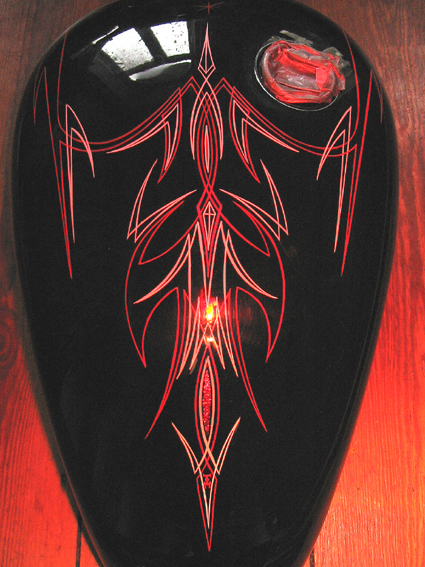
Pin striping em um tanque de motocicleta.

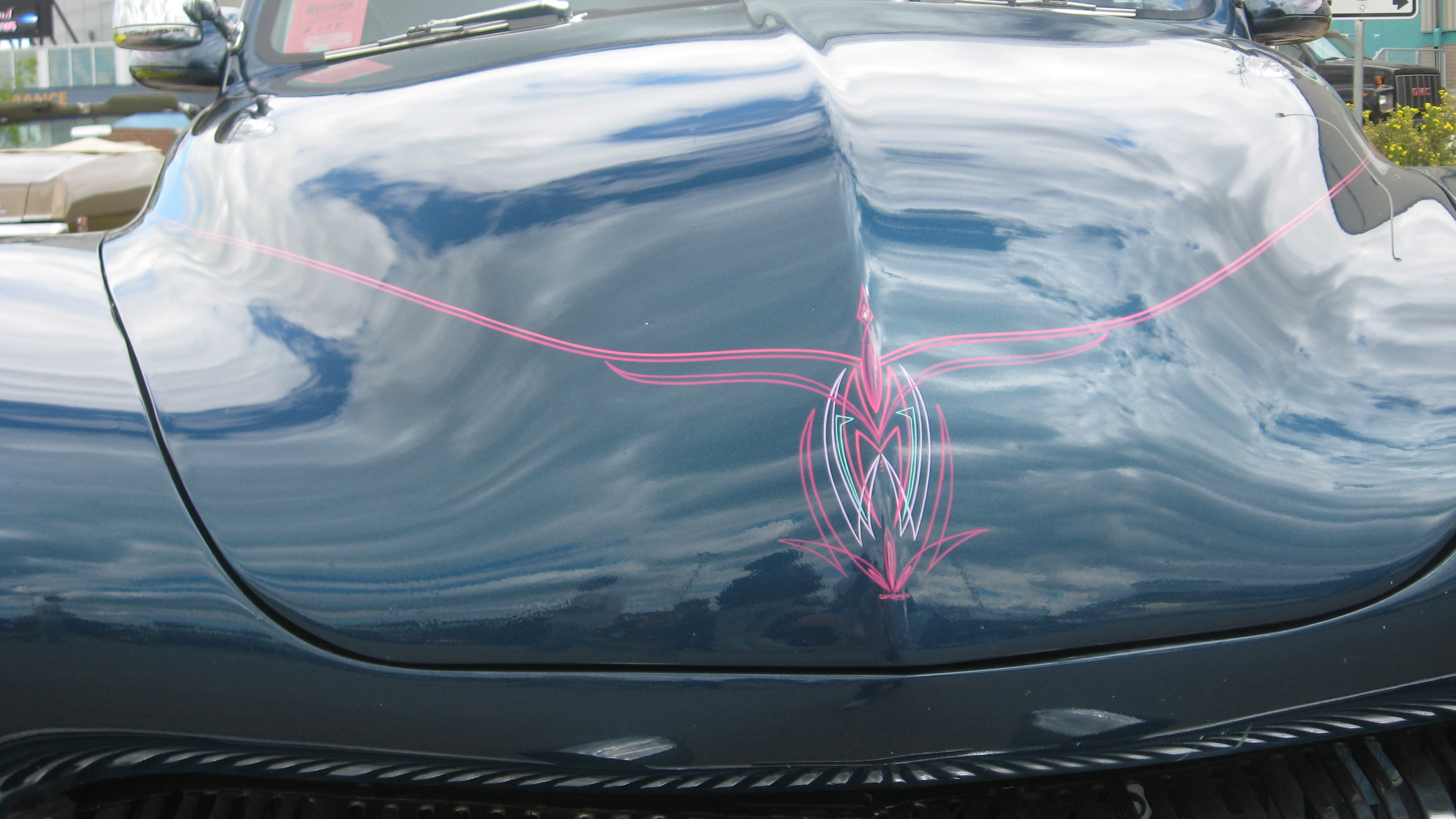
Pin striping em um capô

Pinstriping (algo próximo de tirinhas) é a aplicação de tinta ou outros materiais em finas tiras para decoração, as tiras geralmente possuem cerca de 1 milímetro de espessura, dando formatos simétricos e tribalados como resultado final. Quando pintado à mão livre, utiliza-se um equipamento chamado beugler, trata-se de um aplicador de tinta em forma de caneta. Finas linhas na indústria têxtil, é chamado de pin stripes.
Usado em conjunto com técnicas de aerografia, o pinstriping é utilizado em decoração de carros, motocicletas e outras superfícies como geladeiras e capacetes.

## Motocicletas
Utilizado geralmente por adeptos de estilos como Chopper e Custom, a técnica é um dos principais motivos para a decoração dos tanques e partes da motocicleta. Mundialmente, artistas como Kenny Howard, Dennis "Gibb" Gibbish, Ed "Big Daddy" Roth e Dean Jeffries foram os precursores do movimento, por vezes denominado Kustom Kulture, um estilo de vida peculiar da década de 1950."

## Veículos
Os primórdios do pinstriping, são as pinturas das carroças utilizadas no século XVIII, que mais tarde foi embarcada nas carrocerias de caminhonetes e caminhões, assim como as frases de para-choque que eram feitas à mão livre com instrumentos simplificados como pincel e tinta. mais tarde, foi utilizado na decoração de veículos como tuning e body kit. O pin pode ser desenvolvido com pequenos adesivos de vinil e tinta. Algumas empresas se especializaram na criação dessa técnica, onde o mercado se viu com interesse no desenvolvimento dos materiais necessários para sua conclusão. São elas 1 Shot, House of Kolor e Kustom Shop.

## Outros
Não existem limites para a aplicação da técnica, entre os mais comuns estão, pranchas de surf, capacetes, geladeiras, modelismo entre outros tantos.

## Leitura recomendada
- Fraser, Craig. Pinstriping Masters Techniques, Tricks, and Special F/X for Laying Down the Line
- Johnson, Alan. How To Pinstripe (Motorbooks Workshop)
- Martinez, Herb. Pinstripe Planet: Fine Lines from the World's Best (Korero Books)
- Martinez, Herb. Herb Martinez's Guide to Pinstriping
- Mehran, Mark W. Basic Hot Rod Pinstriping Techniques With Hot Rod Surf